# Симбар-Шиху
Симбар-Шиху (Simbar-šīhu, Simbar-šīpak) — царь Вавилонии, правил приблизительно в 1025 — 1008 годах до н. э. Основатель V Вавилонской династии (II династии Страны моря). 
Возможно, его имя надо читать, как — Шамаш-Шипак (букв. «Мое солнце (бог) Шипак»). Последний царь, носивший касситское имя.
Надпись более позднего вавилонского царя Набу-апла-иддина, по поводу реставрации храма Шамаша в Сиппаре, во вводной части упоминает об смутном времени в правление Симбар-Шиху: «Сутии (арамеи), враждебные злые люди, во время опустошений Аккада разорили Эбарру (храм Шамаша), что в Сиппаре, уничтожили его изваяние. Закон Шамаша был забыт, его изображение исчезло». Симбар-Шиху собрался посетить этот храм, но не нашёл его.

«Рыцарь, житель Силенда, Симбар-Шиху, сын Эриба-Сина, солдат династии Дамик-илишу был убит мечом. Он правил семнадцать лет. Он был похоронен во дворце Саргона.